# 르완다 마르부르크 바이러스병 유행

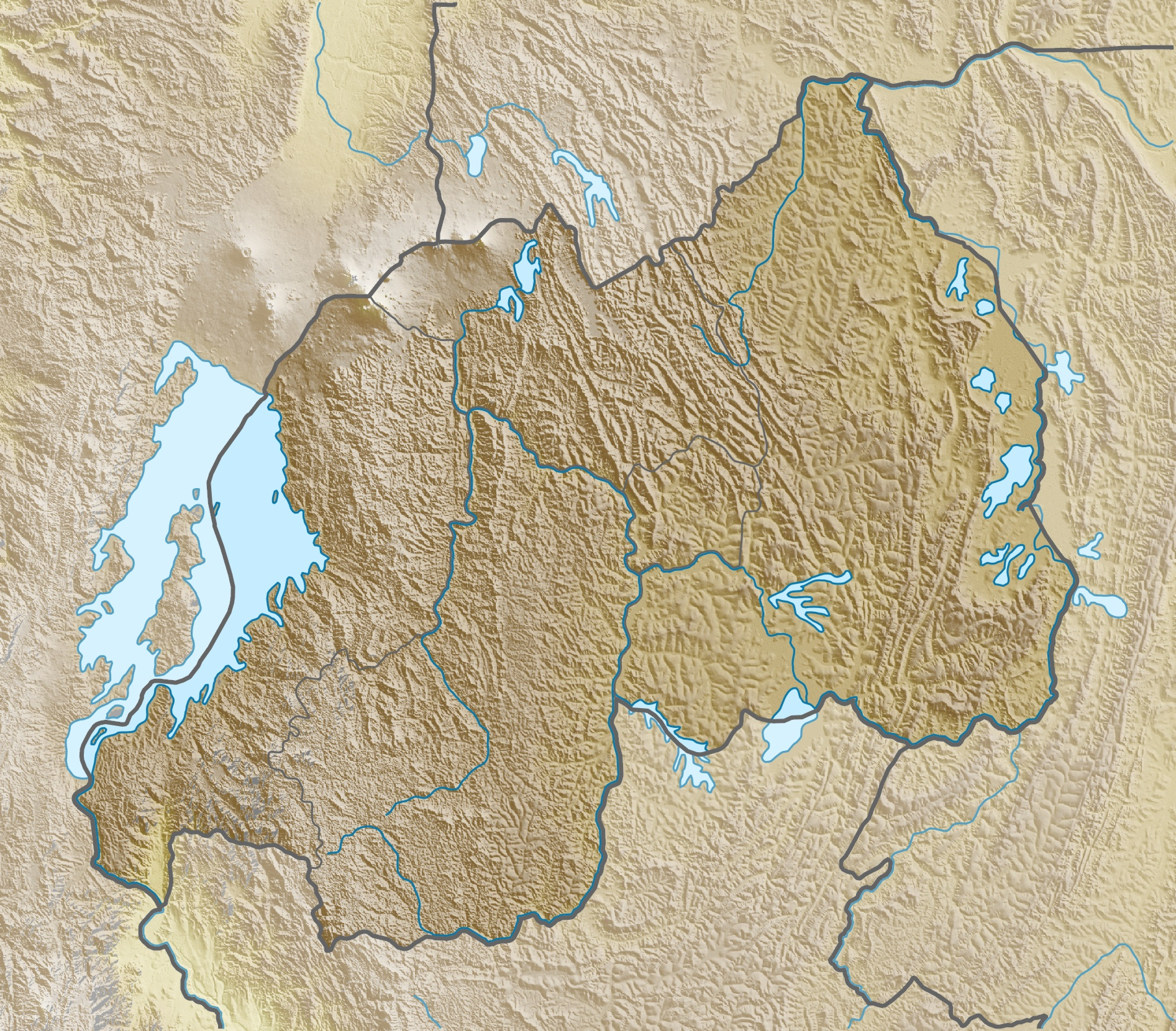
르완다 지도

르완다 마르부르크 바이러스병 유행에 관한 내용이다.
르완다에서 처음으로 마르부르크 바이러스병(MVD)이 발생했다는 사실이 2024년 9월 28일 세계보건기구(WHO)에 보고되었다.
2024년 10월 3일 기준으로 확인된 사례는 36건이었으며, 그 중 최소 19명은 의료 종사자였으며 대부분은 중환자실에서 근무했다. 30개 지역 중 7개 지역에서 사례가 보고되었으며, 키갈리 지방의 3개 지역이 가장 많은 수치를 보고했다.

## 같이 보기
- 에볼라 유행 목록